# Agathosma elegans
Agathosma elegans är en vinruteväxtart som beskrevs av Adelbert von Chamisso. Agathosma elegans ingår i släktet Agathosma och familjen vinruteväxter. Inga underarter finns listade i Catalogue of Life.